# صموئيل إف. فيليبس
صموئيل إف. فيليبس هو محامي وسياسي أمريكي، ولد في 18 فبراير 1824 في نيويورك في الولايات المتحدة، وتوفي في 18 نوفمبر 1903 في واشنطن العاصمة في الولايات المتحدة. نشط حزبياً في الحزب الجمهوري. وقد انتخب عضو مجلس نواب كارولينا الشمالية ‏.

## وصلات خارجية
- صموئيل إف. فيليبس على موقع إن إن دي بي (الإنجليزية)